# Christian Krauel

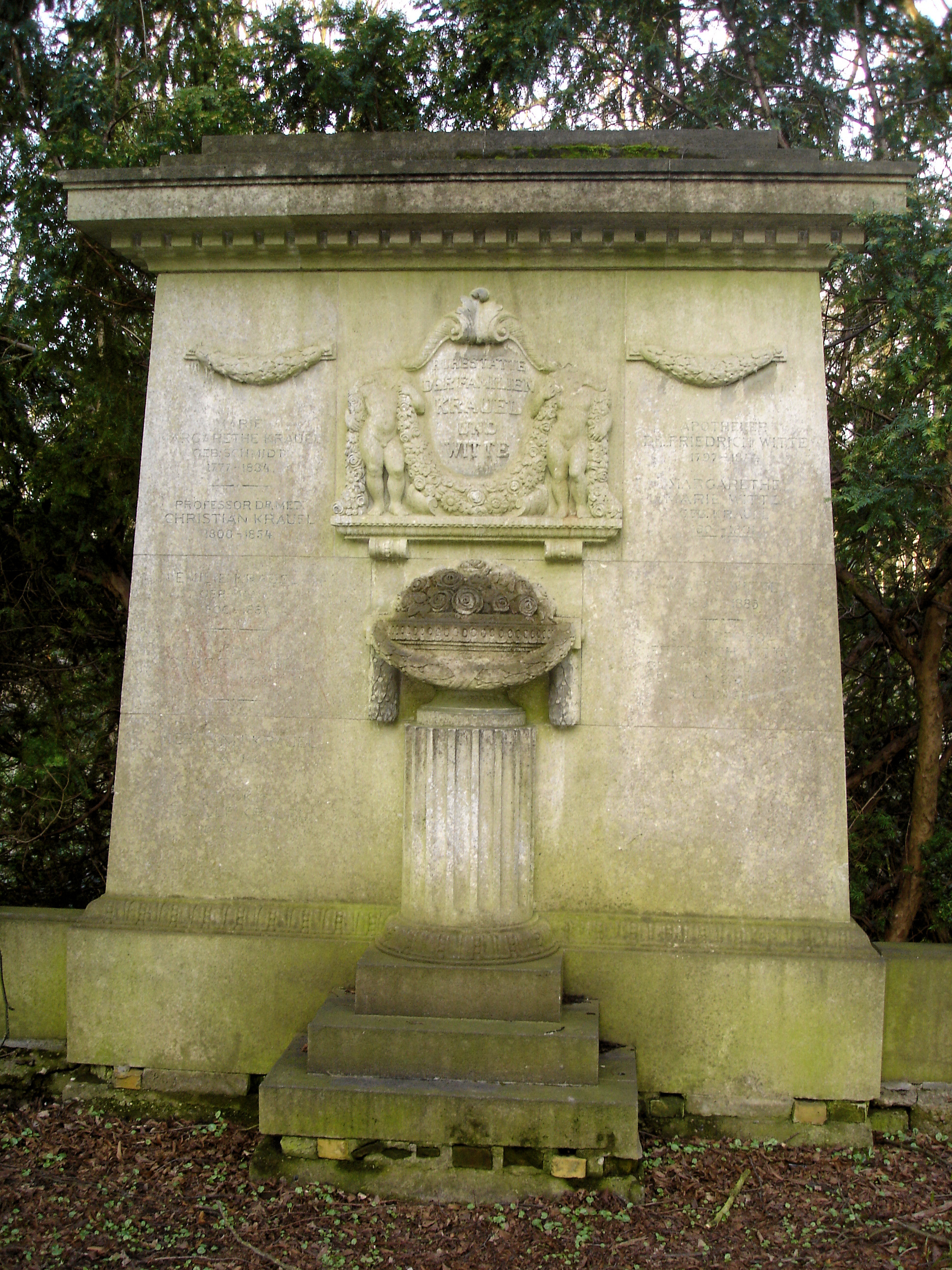
Grabstein von C. Krauel

Christian Krauel (* 6. Januar 1800 in Rostock; † 17. April 1854 ebenda) war ein deutscher Gynäkologe. Er lehrte an der Universität Rostock.

## Leben
Als Sohn eines praktischen Arztes studierte Krauel an der Universität Rostock und an der Georg-August-Universität Göttingen Medizin. Er war Mitglied des Corps Vandalia Rostock und schloss sich 1822 in Göttingen wie viele seiner mecklenburgischen Kommilitonen dem Corps Vandalia an. Als habilitierter Privatdozent der Universität Rostock wurde er am 9. Mai 1838 Extraordinarius. Am 21. April 1846 wurde er auf den Lehrstuhl für Gynäkologie berufen. Als o. Professor und Direktor leitete er die Rostocker Universitäts-Frauenklinik bis zu seinem Tod. Sein Grab liegt auf dem Gelände des ehemaligen Alten Friedhofs, des heutigen Lindenparks.